# Gabriela Friedli
Gabriela Friedli (* 1963) ist eine Schweizer Pianistin und Komponistin im Jazz und in der Neuen Improvisationsmusik. Sie lebt in der Region Zürich.

## Leben und Wirken
Friedli, deren Mutter Musikerin ist, erhielt bereits als Kind klassischen Gitarren- und Klavierunterricht. Mit 20 Jahren nahm sie dann Improvisationsunterricht bei Claudia Ulla Binder. Parallel zur frei improvisierten Musik vertiefte sie sich in den Jazz und besuchte die Jazzschulen Luzern und St. Gallen. Anschliessend studierte sie bei der Pianistin Erna Ronca über mehrere Jahre klassisches Klavierspiel an der Zürcher Hochschule der Künste.
Nach der Ausbildung zur Jazzpianistin wandte sie sich vermehrt der Freien Improvisation zu und gibt seit vielen Jahren Konzerte mit verschiedenen Projekten und Formationen. 1991 bildete sie mit Priska Walss das Duo «Frappant» (Intervista, 2000–2002). Weiterhin spielte sie im Trio mit Irène Schweizer und Jan Schlegel. Auch gehört sie zum Duo «Pianobits» mit Karin Ernst und nahm 1998 mit Tom Varner auf. Mit den Pianistinnen Manuela Keller und Claudia Ulla Binder bildet sie das Trio «tastressen». Gemeinsam mit Co Streiff leitet sie seit 2003 das Quartett «objets trouvés», die bis 2013 drei Alben (mit Jan Schlegel und Dieter Ulrich) vorlegte. 
2008 schloss Friedli mit dem Master of advanced studies in erweiterter Musikpädagogik an der Zürcher Hochschule der Künste ab. 
Zu Friedlis Quintett gehörten Ian Gordon-Lennox, Vinz Vonlanthen, Bänz Oester und Marco Käppeli. Mit ihrem Trio, zu dem Daniel Studer, Bass, und Dieter Ulrich, Schlagzeug, gehören, legte sie zunächst 2012 die CD Started vor, deren Musik in der NZZ als «aus der Zukunft des Jazz» charakterisiert wurde. Weiterhin ist sie langjähriges Mitglied in Omri Ziegeles Grossformation «Billiger Bauer». 
Friedli wurde 2009 mit dem Werkjahr der Stadt Zürich ausgezeichnet. Auf dem „Unerhört“-Festival 2013 trat sie mit Tony Malaby und Michael Griener auf.
Seit 1999 unterrichte Friedli zudem eine Klavierklasse an der Musikschule in Küsnacht; auch leitete sie diverse Bandworkshops und Kurse für improvisierte Musik.

## Diskographische Hinweise
- Quatre Têtes: Figuren (Creative Sources 2009, mit	Claudia Ulla Binder, Priska Walss, Susann Wehrli)
- Peter Landis, Gabriela Friedli: Urgenta (Unit Records 2013)
- Gabriela Friedli Trio mit Daniel Studer & Dieter Ulrich: Areas (Leo Records 2018)